# بروق نحيف الأوراق
البروَق نحيف الأوراق  أو بروق أو بصل القام أو برواق (باللاتينية: Asphodelus tenuifolius) نوع نباتي يتبع جنس البروَق من الفصيلة البروَقية.

## الوصف
البروق نحيف الأوراق هو عشب حولي أوراقه ملساء اسطوانية ومستدقة تدريجيًا، أزهارها معنقة ولونها أبيض مخطط بلون بنفسجي وثمرتها مكورة. يعتبر من النباتات الغير سامة لكن لا يُستساغ تناوله.

## الموئل والانتشار
ينتشر في معظم مناطق حوض البحر الأبيض المتوسط من المشرق العربي ووادي النيل والمغرب العربي وجنوب البلقان وإيطاليا وشبه الجزيرة العربية.

## مرادفات للاسم
- (باللاتينية: Verinea tenuifolia (Cav.) Pomel)
- (باللاتينية: Asphodelus fistulosus subsp. tenuifolius (Cav.) Arcang.)
- (باللاتينية: Asphodelus fistulosus var. tenuifolius (Cav.) Baker)
- (باللاتينية: Anthericum annuum Pourr. ex Willk. & Lange)
- (باللاتينية: Asphodelus bornmuelleri Gand.)
- (باللاتينية: Asphodelus canariensis C. Sm. & Buch)
- (باللاتينية: Asphodelus clavatus Roxb.)
- (باللاتينية: Asphodelus maroccanus Gand.)
- (باللاتينية: Asphodelus microcarpus Rchb., nom. illeg.)
- (باللاتينية: Asphodelus serrulatifolius Sennen)
- (باللاتينية: Asphodelus serrulatus Sennen & Mauricio)
- (باللاتينية: Ornithogalum flavum Forssk.)
- (باللاتينية: Asphodelus fistulosus subsp. faurei Sennen)
- (باللاتينية: Asphodelus fistulosus subsp. nilotica Ravenna)
- (باللاتينية: Asphodelus tenuifolius var. micranthus Boiss.)
- (باللاتينية: Asphodelus tenuifolius f. micranthus (Boiss.) Maire)